# Scopaeocharax
Scopaeocharax és un gènere de peixos de la família dels caràcids i de l'ordre dels caraciformes.

## Taxonomia
- Scopaeocharax atopodus (Böhlke, 1958)[3]
- Scopaeocharax rhinodus (Böhlke, 1958)[4][5][6][7][8][9][10][11]